# 静岡市立清水西河内小学校
静岡市立清水西河内小学校（しずおかしりつ しみずにしごうちしょうがっこう）は、静岡県静岡市清水区西里にあった公立小学校。

## 沿革
- 1874年（明治7年）11月15日 - 宮城起雲寺に「積善舎」創立[1]。
- 1880年（明治13年）12月20日 - 宮城に本堂を新築し、移転して開校式挙行。
- 1886年（明治19年）8月 - 小学校組織法の改正により、「炭焼尋常小学校」と改称、和田島を分校とする[1]。
- 1916年（大正5年）1月1日 - 「西河内小学校」に改称[1]。
- 1941年（昭和16年）4月1日 - 「庵原郡両河内村立西河内国民学校」に改称[1]。
- 1947年（昭和22年）4月1日 - 「庵原郡両河内村立西河内小学校」に改称[1]。
- 1961年（昭和36年）6月29日 - 清水市との合併により、「清水市立西河内小学校」に改称[1]。
- 1967年（昭和42年）3月14日 - 体育館が完成し、落成式挙行。
- 1972年（昭和47年）7月13日 - プール竣工式挙行。
- 1974年（昭和49年）2月24日 - 開校100周年記念祭を挙行、記念碑を設立[1]。
- 1975年（昭和50年）3月5日 - 愛鳥の森を造成。
- 1977年（昭和52年）10月15日 - 運動場南側に防球ネットを設置。
- 1984年（昭和59年）11月6日 - 運動場夜間照明灯設置。
- 1987年（昭和62年）2月22日 - 学校茶園造成。
- 1990年（平成2年） - 炭焼き釜築造し、白炭を焼く。
- 1995年（平成7年）6月1日 - プレハブ校舎生活開始
- 1996年（平成8年）
  - 3月15日 - 炭焼き釜完成。
  - 12月12日 - プレハブ校舎から新校舎へ移転。
- 1997年（平成9年）
  - 3月22日 - 校舎・体育館落成式を挙行。
  - 8月30日 - 中庭にPTA作業で花壇を造成。
- 2003年（平成15年）4月1日 - 静岡市との合併に伴い、「静岡市立清水西河内小学校」に改称[1]。
- 2010年（平成22年）1月 - 焼却炉・丸太橋遊具撤去。
- 2015年（平成27年）3月 - 運動場東側斜面崩落防止工事完了。
- 2019年（平成31年）3月 - 校地東斜面倒木撤去作業完了。
- 2020年（令和2年）4月1日 - 児童数減少より、第3・第4学年と第5・第6学年で複式学級。計4学級でスタート。
- 2022年（令和4年）
  - 3月17日 - 最後の卒業式となる第75回卒業証書授与式挙行。最後の卒業生は6名だった。卒業証書授与式終了後、閉校式も挙行された。
  - 3月18日 - 最後の修了式挙行。閉校時点の児童数は、卒業する第6学年児童を除き28名。
  - 3月25日 - 最後の離任式挙行[2]。
  - 3月31日 - 閉校[2]、「静岡市立両河内小中学校」に統合。

## 通学区域
清水区

| - 大平 - 河内 | - 土 - 葛沢 | - 西里 - 布沢 |

## アクセス
- 静岡市自主運行バス両河内線 「西河内小学校」停留所から、徒歩5分